# スティーブ・ドール
スティーブン・ライル・ドール（Steven Lyle Doll、1960年12月9日 - 2009年3月22日）は、アメリカ合衆国のプロレスラー。テキサス州ダラス出身。
スティーブン・ダン（Steven Dunn）のリングネームでも知られ、ティモシー・ウェルことレックス・キングとのタッグチーム、サザン・ロッカーズ（The Southern Rockers）およびウェル・ダン（Well Dunn）などで活躍した。

## 来歴
1984年よりトレーニングを開始し、1985年5月にビル・ワット主宰のMSWAにおいて、スティーブ・ドール（Steve Doll）をリングネームにデビュー。TVテーピング用のジョブ・ボーイとして、ディック・スレーター、ディック・マードック、マスクド・スーパースター、エディ・ギルバート、バズ・ソイヤー、ブレード・ランナーズ（スティング&ロック）などのジョバーを務めた。師匠格のフリッツ・フォン・エリックが主宰していた地元ダラスのWCCWでは、レッド・リバー・ジャックことブルーザー・ブロディとも対戦している。
1987年より太平洋岸北西部のNWA所属団体だったパシフィック・ノースウエスト・レスリング（PNW）に参戦。スコット・ピーターソンをパートナーに、ロックンロール・エクスプレス（リッキー・モートン&ロバート・ギブソン）の影響下にあるタッグチーム、サザン・ロッカーズ（The Southern Rockers）を結成。以降、アイドル系のベビーフェイスとして、バディ・ローズ&カーネル・デビアーズやリップ・オリバー&スーパー・ニンジャなどのチームと抗争を展開した。ピーターソンの離脱後はレックス・キングを新パートナーに迎えてチームを再編し、NWAパシフィック・ノースウエスト・タッグ王座を再三獲得。シングルでもザ・グラップラー、ビリー・ジャック・ヘインズ、ロン・ハリスを破り、NWAパシフィック・ノースウエスト・ヘビー級王座を3度獲得している。
1990年、キングとのサザン・ロッカーズでテネシー州メンフィスのUSWAに参戦、2月3日にブライアン・リー&ロバート・フラーからUSWA世界タッグ王座を奪取した。同年9月には、揃って全日本プロレスに初来日。マレンコ・ブラザーズ（ジョー・マレンコ&ディーン・マレンコ）、ブリティッシュ・ブルーザーズ（ダイナマイト・キッド&ジョニー・スミス）、ザ・ファンクス（ドリー・ファンク・ジュニア&テリー・ファンク）とも対戦した。翌1991年3月の再来日では、同月30日の富山市大会において、小橋建太&ジョニー・エースが保持していたアジアタッグ王座に挑戦している。
その後もキングと共に、古巣のPNWやプエルトリコのWWCなども転戦しつつ、USWAを主戦場に活動。1993年4月12日にはザ・ムーンドッグス（スポット&スプラット）を破り、USWA世界タッグ王座に返り咲いている。同年6月より、当時USWAと提携していたWWFに揃って登場。WWFではハービー・ウィップルマンをマネージャーに迎えてヒールに転向し、キングはティモシー・ウェル（Timothy Well）、自身はスティーブン・ダン（Steven Dunn）を名乗り、チーム名も双方の姓の連名が "well‐done" のダブル・ミーニングとなるウェル・ダン（Well Dunn）と改名。スモーキン・ガンズ（ビリー・ガン&バート・ガン）、メン・オン・ナ・ミッション（モー&メイブル）などのチームと対戦した。9月29日のTVショーでは、多大な影響を受けたロックンロール・エクスプレスに挑戦、ジム・コルネットの介入もあってリングアウト勝ちを拾っている。以降、WWFではマンデー・ナイト・ロウのアンダーカードで活動し、ザ・ブッシュワッカーズ（ブッチ・ミラー&ルーク・ウィリアムス）と抗争を展開した。
WWF離脱後はリングネームをスティーブ・ドールに戻し、1996年1月にキングとのサザン・ロッカーズとして5年ぶりに全日本プロレスへ来日。その後はキングとのコンビを解消してUSWAに復帰し、フラッシュ・フラナガンやポール・ダイヤモンドを新パートナーに、グリム・ツインズ、PG-13（J・C・アイス&ウルフィー・D）、トゥルース・コミッション（リーコン&インテロゲーター）などのチームとタッグ王座を争った。シングルでは1997年9月6日にドゥームズデイを下してUSWAヘビー級王座を獲得、USWA閉鎖前の最後のヘビー級王者となった。USWA閉鎖後はIWAミッドサウスなどのインディー団体を転戦した。
2006年に腸の病気で入院、手術に成功して退院したが、2009年3月22日に死去。48歳没。

## 獲得タイトル
パシフィック・ノースウエスト・レスリング
- NWAパシフィック・ノースウエスト・ヘビー級王座 : 3回[9]
- NWAパシフィック・ノースウエスト・タッグ王座 : 18回（w / スコット・ピーターソン×7、レックス・キング×4、スコッティ・ザ・ボディ×1、ジミー・ジャック・ファンク×1、クラッシュ×1、ザ・グラップラー×4）[8]

ユナイテッド・ステーツ・レスリング・アソシエーション
- USWAヘビー級級王座 : 1回[17]
- USWA世界タッグ王座 : 8回（w / レックス・キング×5、フラッシュ・フラナガン×2、ポール・ダイヤモンド×1）[10]

ワールド・レスリング・カウンシル
- WWC世界タッグ王座 : 1回（w / レックス・キング）[18]

ミュージック・シティ・レスリング
- MCW北米タッグ王座 : 4回（w / リノ・リギンズ（英語版）×3、レックス・キング×1）[19]
- MCW世界タッグ王座 : 1回（w / リノ・リギンズ）

NWAメインイベント
- NWA北米タッグ王座 : 2回（w / リノ・リギンズ）

NWAサウスウエスト
- NWAテキサス・ヘビー級王座 : 1回